# 吉川経忠
吉川 経忠（きっかわ つねただ）は、江戸時代中期から後期にかけての周防国岩国領8代領主。

## 生涯
吉川経倫の長男として生まれる。寛政4年（1792年）、父の隠居により家督を相続する。岩国の財政は経忠の襲封以前から悪化していた。経忠は文武教育を奨励し、敬神崇祖の範を示すことによって土風の刷新を図った。その上で財政の健全化を図り、家老の宮庄親徳と香川景晃らを中心に財政改革を推進した。しかし享和3年（1803年）に38歳で、麻疹の合併症のため死去した。

## 系譜
- 父：吉川経倫（1746-1803）
- 母：高木氏（?-1824） - 梅信院、高木采女の娘
- 正室：悌（1785-1844） - 喬松院、織田信憑次女
  - 長女：修子（1800-1802）
- 側室：今田氏（?-1827） - 本寿院、今田純式の娘
  - 長男：吉川経賢（1791-1807）
  - 次男：吉川経礼（1793-1837） - 吉川経賢の養子
  - 三男：吉川経章（1794-1844） - 吉川経礼の養子
- 側室：森脇氏 - 森脇祐祥の娘
  - 四男：吉川礼成（1797-1814）